# Theodor Klett

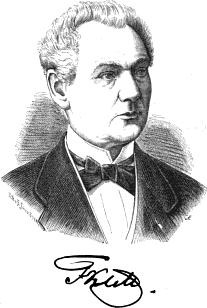
Porträt Theodor Kletts, Holzschnitt von Emil Schröter (1882)

Theodor Klett, vollständig Johann Friedrich Hinrich Dethloff Theodor Klett (* 25. Februar 1808 in Schwerin; † 29. Juli 1882 ebenda), war ein deutscher Gartenarchitekt.

## Leben
Theodor Klett stammte aus einer Familie, die seit Generationen als Gärtner am (groß)herzoglichen Hof von Mecklenburg-Schwerin und vorher in Württemberg tätig gewesen waren: sein Urgroßvater Heinrich Klett (um 1710–1785) war Weingärtner am württembergischen Hof; ebenso sein Großvater Peter Heinrich Klett (um 1735–1798), der 1756 von der Herzogin Louise Friederike, einer geborenen Prinzessin von Württemberg, nach Schwerin geholt worden war. Sein Vater Christian Daniel Friedrich Klett (1774–1845) war Hofgärtner.
Nach dem Besuch des Gymnasiums Fridericianum in Schwerin machte Klett eine Lehre bei dem preußischen Hofgärtner Georg Steiner (1774–1834) in Berlin-Charlottenburg. Anschließend unternahm er in den 1820er Jahren mit dem sächsischen Hofgärtner Karl Ludwig Terscheck (1810–1893) eine vom Großherzog Friedrich Franz I. finanzierte Ausbildungsreise nach Wien und Ungarn zu kaiserlich-königlichen und fürstlichen Gärten der Donaumonarchie. Anfang der 1830er Jahre kehrte er nach Schwerin zurück und wurde Obergärtner unter seinem Vater.

### Schlossgarten Schwerin

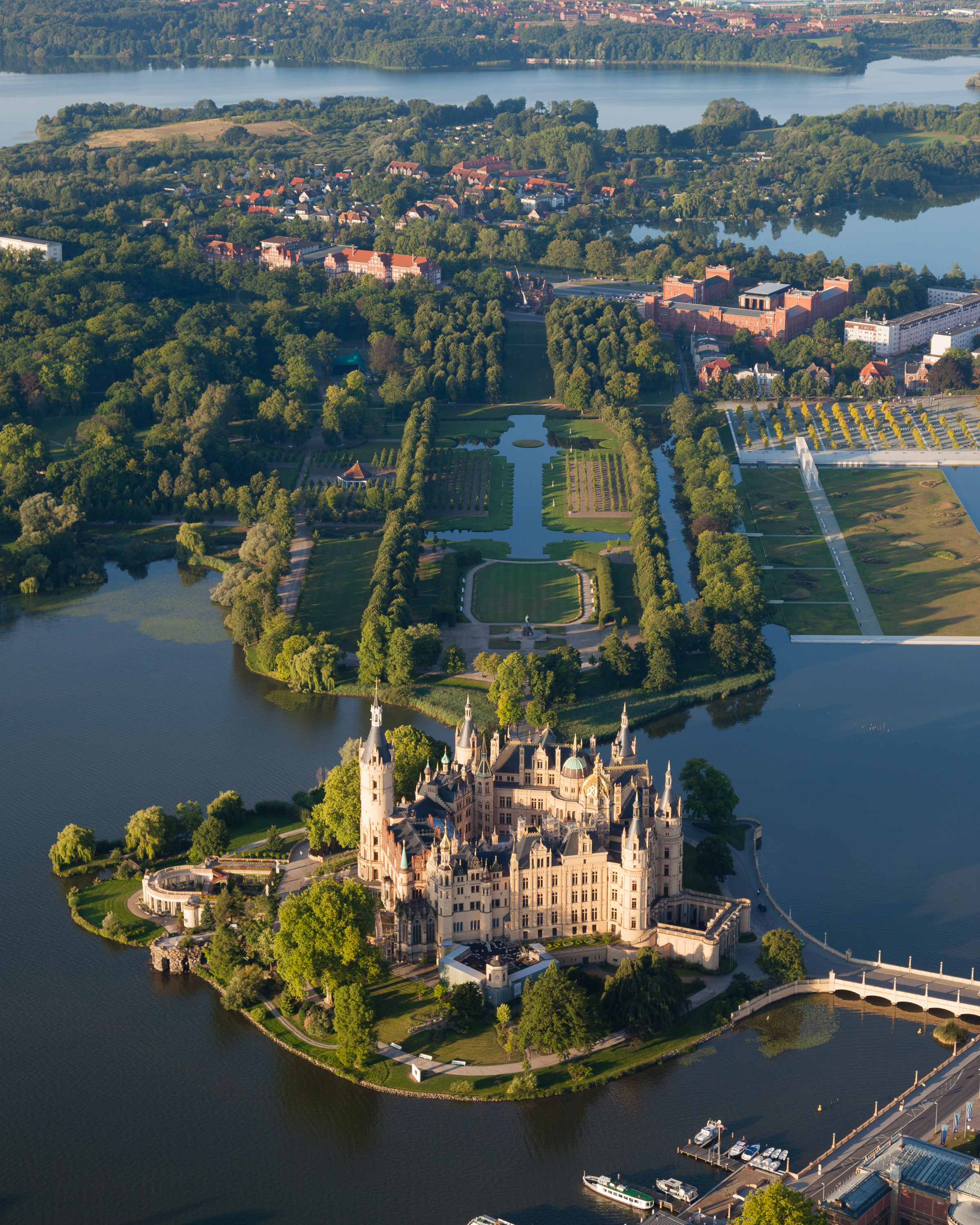
Schloss und Schlossgarten Schwerin 2012

1835 ging sein Vater in den Ruhestand, und Theodor Klett wurde an seiner Stelle zum mecklenburg-schwerinschen Hofgärtner ernannt. Damit oblag ihm die Verantwortung für die großherzoglichen Schlossgärten in Ludwigslust und Schwerin. Im Zuge der Umgestaltung des Schweriner Schlosses sollte auch der Schweriner Schlosspark erweitert und neu gestaltet werden, der zuletzt 1708 durch den Ingenieur von Hammerstein eine neue Fassung nach Plänen André Le Nôtres erhalten hatte. Klett sorgte er für die Vergrößerung des Schlossgartens durch die Anlage an der Ausgangspforte zur Schleifmühle und die Bepflanzung des Alten Gartens mit Linden; in den Jahren 1838 und 1839 leitete er die Anlage an der Ostorfer Feldmark bis zur Chaussee entsprechend den Plänen Peter Joseph Lennés; 1843 folgte die Ausführung der Pläne Lennés in dem das Schloss umgebenden Burggarten. 1860 entstanden die Gartenanlagen zwischen Ludwigsluster Chaussee und Ostorf nach seinen Entwürfen; 1861 wurden die Kanäle im vorderen Teil des Schlossgartens zugeschüttet und hier Laubengänge aus Hainbuchen angelegt; es folgte die Anlage der Zippendorfer Chaussee (heute Schlossgartenallee), an der Hermann Willebrand ihm 1856 das Hofgärtner-Etablissement errichtete, und die Anlage am Faulen See. Der Bau des Franzosenwegs war 1870/71 seine letzte Arbeit.

### Gutsgärten und -parks
Klett war auch außerhalb des Hofes als Gartenarchitekt gefragt. Nach seinen Plänen entstanden Gärten und Parks an zahlreichen Herrenhäusern und Schlössern in Mecklenburg, so an Schloss Ivenack, in Tressow, am Schloss Basedow und in Groß Potrems. In Holstein gestaltete Klett Gärten auf den Gütern des Kammerherrn von Bülow sowie auf Gut Ascheberg; auch in Pommern wurden mehrere Anlagen von ihm neu gestaltet.

### Alter Friedhof

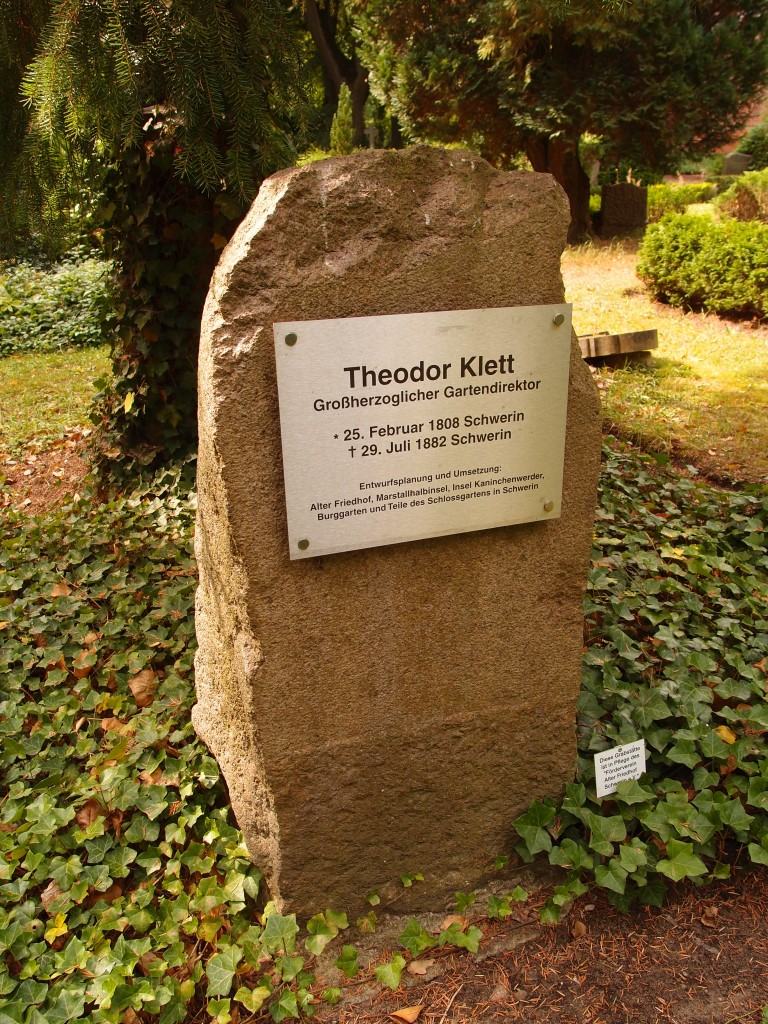
Gedenkstein für Theodor Klett auf dem Alten Friedhof in Schwerin

1862 unternahm Klett eine Studienreise nach Paris und besuchte die Friedhöfe Cimetière du Père-Lachaise und Cimetière de Montmartre. Daraus entstand 1863 sein landschaftsgärtnerischer Entwurf Der Gottesacker zu Schwerin, nach dem der Alte Friedhof gestaltet wurde.
Klett nahm an der Weltausstellung 1867 in Paris und 1877 an der Internationalen Ausstellung für Gartenbau in Amsterdam sowie an den Gartenbauausstellungen in Erfurt (1865) und Hamburg (1869) teil, wo er auch als Preisrichter amtierte. 1870 reiste er auf Einladung des Großherzogs Friedrich Franz II. nach Italien.
Er starb an einer Blutvergiftung nach einer fehlgeschlagenen Krebsoperation und wurde auf dem Alten Friedhof in Schwerin begraben, wo seit 2007 ein Findling mit Gedenktafel an ihn erinnert. Sein Sohn August Klett wurde ebenfalls Hofgärtner in Schwerin und führte die Parkanlage am Staatlichen Museum Schwerin noch nach den Plänen des Vaters aus. Als dessen eigene Arbeit ist bisher nur die Erstgestaltung des Schweriner Moltkeplatzes in den Jahren 1883/84, heute Platz der Freiheit, bekannt. Mit seinem Eintritt in den Ruhestand 1907 endete die 150-jährige Tätigkeit von Familienangehörigen am Hof in Schwerin. Theodor Kletts Tochter Marie (1842–1908) heiratete 1877 den Schweriner Hoftheaterdirektor und Sohn von Georg Steiner, Julius Steiner.

## Auszeichnungen
- 1857: Titel Gartendirektor, Schlossmedaille in Bronze
- 1857: Preußischer Roter Adlerorden IV. Klasse (für die Fertigstellung des Burggartens)
- 1882 Verdienstmedaille in Gold
- Hausorden der Wendischen Krone (Verdienstkreuz in Gold)